# Adela Larra
Adela Larra, född 1833, död efter 1869, var en spansk mätress. 
Hon blev uppmärksammad för det förhållande hon hade med Amadeus I av Spanien under 1869.